# Niagara University (CDP, New York)
Niagara University est une census-designated place du comté de Niagara, dans l'État de New York, aux États-Unis. En 2020, elle compte une population de 940 habitants.